# Counter Rotating Ring Receiver Reactor Recuperator
Counter Rotating Ring Receiver Reactor Recuperator (CR5) er et stykke udstyr, hvis endoterme termokemiske kredsproces kan spalte carbondioxid til carbonmonoxid og ilt. CR5 er er første skridt i at lave brændstof fra en høj temperaturforskel, varme (sollys). CR5 er en af flere processer, som klassificeres som S2P, (Sunshine to Petrol).

Af carbonmonoxiden og (hydrogen eller vand) er det muligt at gemme vedvarende energi i form af CO2-neutralt brændstof – carbonkæder – f.eks. metanol, ætanol...

CR5-processen blev oprindelig opfundet af Rich Diver til at splitte vand til hydrogen og oxygen.

Senere fandt Rich Diver på ideen med at splitte carbondioxid (i stedet for vand) til oxygen og carbonmonoxid med den samme proces. Carbonmonoxid kan anvendes til at syntetisere metanol, ætanol, butanol og mange andre energirige flydende syntetiske brændstoffer.

Bemærk at fotosyntese (bl.a. sollys til sukker) har en virkningsgrad på ca. 6,6%.

Hvis CR5 på sigt kan gemme sollysets energi mere effektivt, kan det være mere interessant at lave brændstof baseret på vedvarende energi end biologisk baseret brændstof. CR5-paneler kan f.eks. placeres i ørkener og måske på skibe.